# Pirofosforan tiaminy
Pirofosforan tiaminy (kokarboksylaza) – organiczny związek chemiczny zawierający szkielet pirymidyny, tiazolu i resztę pirofosforanową. Jest to biologicznie czynna forma witaminy B1 (tiaminy). Związek ten pełni funkcję koenzymu kilku enzymów związanych z metabolizmem cukrowym. Niedobór lub brak tiaminy upośledza funkcje tych biologicznie czynnych białek. Uszkodzeniu ulega przede wszystkim tkanka nerwowa, gdzie dochodzi do zaburzeń w syntezie acetylocholiny, procesu pozostającego w ścisłym związku z tlenową dekarboksylacją pirogronianu i powstawaniem acetylokoenzymu A.
Pirofosforanowa pochodna tiaminy jest koenzymem:
- dekarboksylazy ketokwasów
- układu enzymatycznego katalizującego tlenową dekarboksylację ketokwasów
- transketolazy

We wszystkich tych reakcjach miejscem aktywnym koenzymu jest atom węgla 2 pierścienia tiazolowego, który po odłączeniu protonu staje się karbanionem z wolną parą elektronową i tworzy z dodatnio naładowanym atomem azotu 3 układ ylidowy:

Deprotonacja atomu C2 pierścienia tiazolowego pirofosforanu tiaminy i powstanie ylidu z ładunkiem ujemnym na atomie C2

W tym miejscu przyłącza się związek ulegający dekarboksylacji lub przeniesieniu.